# Llista de Plaques President Macià
La llista d'entitats i empreses premiades amb la Placa al treball President Macià s'inicia l'any 1981, amb la reinstauració de les Medalles al treball President Macià, l'any 1981.

## Anys 1981 al 1990

### 1981
Lliurat el 1982, només es lliuren Medalles President Macià.

### 1982
Establiments Dalmau Oliveres, S.A.; Volart Encajes y Tejidos, S.A.

### 1983
Només es lliuren Medalles President Macià.

### 1984
Icart, S.A..

### 1986
Fundació EMI (Escola de Quadres d'Empresa); Bàscules i Balances Magriñà, SA; Cooperativa Provincial Avícola y Ganadera (COPAGA, S. COOP.); Gorina, SA; Industrial de Carrocerías, S. Coop. (INDUCAR).

### 1988
Armstrong World Industries, SA (Palafrugell); Mútua Lleidatana; Nacional Motor, SA, Derbi.

### 1989
Cooperativa Agrícola i Secció de Crèdit de Valls, SCCL; Federació de Mutualitats de Previsió Social de Catalunya; Gali Internacional, SA

### 1990
Cooperativa Industrial de Gèneres de Punt, SCCL; Obra Tutelar Agrària

## Anys 1991 al 2000

### 1991
Coordinadora de Tallers per a Minusvàlids Psíquics de Catalunya.

### 1992
Cooperativa Agropecuària de Guissona, S. Coop. Ltda.; Caixa de Crèdit del Col·legi d'Enginyers Industrials de Catalunya, S. Coop. de Crèdit Catalana Ltda.

### 1993
Cooperativa ABACUS, S. Coop. C.L.; Cooperativa Industrial de Promoció Obrera (CIPO); Impremta i Editorial Altés, S.L.

### 1994
Associació Catòlica Internacional de Serveis a la Joventut Femenina (ACISJF); Cristalleries de Mataró, Societat Cooperativa Obrera Catalana Limitada; Escola de la Fundació d'Indústries Gràfiques de Barcelona; Fundació Engrunes; Zanini, SA

### 1995
Agrupesca; Agrupacions Professionals Narcís Giralt; Can Ensenya, SAL

### 1996
Associació Comarcal per a la Promoció i Ajuda del Minusvàlid (ACPAM); Centre de Formació i Prevenció de Mataró; Cooperativa d'Usuaris de la Neteja Pública Domiciliària; DSM Resins España, SA

### 1997
Col·lectiu d'Iniciatives Juvenils contra l'Atur (CIJCA); Electricitat Llorens, SA.; La Fageda, societat cooperativa catalana limitada; Fundació Cultural Tèxtil Ràdium; J. Isern Patentes y Marcas, SL; Juvé, Gavara, Bech i Rovira Associats, SA.

### 1998
Agrocat, Agropecuària Catalana, Stat. Coop. C. Ltda.; Associació de Pares del Taller Ocupacional del Baix Camp; Associació Aspronis; Escola Universitària d'Infermeria Santa Madrona; Escoles Professionals dels Salesians de Catalunya; Max-Grup.

### 1999
Escola Sant Gervasi, SCCL; Fruites Gimeno-Bach; Indústries Ceràmiques Brancós, SA; Òptica Sanabre.

### 2000
Associació Alba d'Atenció al Disminuït; Grup Alzamora; Pastisseries Mauri, SA; SAS Prefabricados de Hormigón, SA.; Vda. de W. Vila, SA.

## Anys 2001 al 2010

### 2001
Associació Pro Persones amb Disminució Psíquica de la Conca de Barberà (APRODISCA); Associació Pro Minusvàlids de les Garrigues (APROMI); Aubert, SA; Encofrados J. Alsina, SA; Federació Farmacèutica, SCCL; Gremi de Serrallers de Catalunya; Hijos de Pedro Ramon, SA; Mecánicas Delta, SA (MEDESA); Viveros Alcanar.

### 2002
Associació de Pares d'Alumnes Subnormals d'Amposta (APASA), Associació Protectora de Minusvàlids Psíquics de Lleida (ASPROS), Background MRW, Fundació Sant Francesc d'Assís, Icària Iniciatives Socials, Pastisseria Santa Càndia, Prous Science, SA.

### 2003
Associació Pro Minusvàlids de Solsona i comarca (AMISOL); Cafés el Magnífico, SL; Cal Cinto de la Remei, Castellblanch, SA; Cooperativa Agrícola Sant Isidre del Perelló; Embotits Salgot, SA; Giró Clofent, SL; SCCA L'Olivera, ltd.; Societat Cooperativa d'Instal·lacions Assistencials Sanitàries (SCIAS); TECSALSA; Verge de la Cinta, SCCL; Vins i Licors Grau.

### 2004
Lliurades el 2005. Associació de Pares de Minusvàlids del Baix Camp; Associació de Rehabilitació del Minusvàlid, A.R.E.M.I.; Associació Pro-Persones amb Disminució Psíquica de la comarca de la Conca de Barberà, APRODISCA.; Casa Tarradellas, SA.; Col·lectiu d'Empresaris del Moble de la Sénia (CEMS); Col·legi Sant Jordi; Cooperativa Agrícola i Caixa Agrària de Cambrils, SCCL; Cooperativa de la Plana de Vic; Cooperativa Popular de Fluido Eléctrico de Camprodon, SCCL; Gremi de Comerciants de Ferreteria de Catalunya; IES - SEP La Garrotxa (Institut d'Ensenyament Secundari i Superior d'Ensenyaments Professionals la Garrotxa de la Generalitat de Catalunya).

### 2005
Asociación Gitana de Mujeres Drom Kotar Mestipen, Cambra Oficial de Comerç, Indústria i Navegació de Tortosa, CTF Serveis Sociosanitaris, SCCL, Federació de Familiars de Malalts Mentals de Catalunya, Hewlett Packard Española, SL, Laboratorios del Dr. Esteve, SA.

### 2006
Inspecció de Treball i Seguretat Social a Catalunya; Associació Catalana d'Estacions d'Esquí i Activitats de Muntanya; Fira de Lleida.
Indulleida, SA; Federació de Treballadors d'Ensenyament de la UGT; La Vola, SAL; Tugues Raïmat, SL; Empresa CLIMESA; Autocars Hife, SA.

### 2007
ASPAMIS, Associació de Pares de Minusvàlids Psíquics; Associació de Dones Empresàries i Emprenedores de les Comarques de Tarragona; Comunitat General de Regants del Canal de la Dreta de l'Ebre; Euroquímica de Bufi y Planas, SA.; Grup Qualitat, SCCL; Pintados y Derivados, SL.

### 2008
Associació Ampans; Borges, SA.; Celler Capçanes i Secció de Crèdit, SCCL; Croda Ibèrica, SA; Escorxador Frigorífic Avinyó, SA; Euromadi Ibèrica, SA; Universitat Politècnica de Catalunya

### 2009
En la categoria de foment de la creació d'empreses i de l'ocupació de qualitat: Fundació Eduard Soler; Gremi Provincial Artesà de Perruqueries i Bellesa de Lleida; Unió d'Antics Saladors d'Anxova de l'Escala
En la categoria d'igualtat d'oportunitats en el treball i conciliació de la vida personal, laboral i familiar: IBM, S.A.E.; KH Lloreda, S.A.
En la categoria de responsabilitat social empresarial: Cafès Novell, S.A.; Esade - Universitat Ramon Llull; Escorxador de Girona, S.A.
En la categoria de seguretat i salut en el treball: Sandvik Española, S.A.; Scheneider Electric España, S.A.

### 2010
En la categoria de foment de la creació d'empreses i de l'ocupació de qualitat: ACTAS Associació Catalana de Treball amb Suport; Establiments Viena, S.A.; Fundació Privada Trinijove ; Teixidors, S.C.C.L.
En la categoria d'igualtat d'oportunitats en el treball i conciliació de la vida personal, laboral i familiar: Boehringer Ingelheim España, S.A.; SCTA Louis Vuitton, S.A.
En la categoria de responsabilitat social empresarial: Compostadores, S.L. ; Gepork - SGP Grup
En la categoria de seguretat i salut en el treball: Esteve Química, S.A.; Ercros Industrial, S.A.  

## Anys 2011 al 2020

### 2011
En la categoria de seguretat i salut en el treball: Junta constructora del Temple Sagrada Família
En la categoria d'igualtat d'oportunitats en el treball i conciliació de la vida personal, laboral i familiar: Associació de Paraplègics i Discapacitats Físics de Lleida (ASPID), ; Vidreres Llet, SL., Noguera Piñol concessionari BMW i Mini, i JUBUS (Industrias Juan Busquets)
En la categoria de responsabilitat social empresarial: Pastes Sanmartí, SL., Grup Ferrer Perits Industrials ‘59
En la categoria de foment de la creació d'empreses i de l'ocupació de qualitat: Circutor

### 2012
Girbau, SA; Constructora Calaf, SAU.; Jutjats Mercantils de Barcelona; Trias Galetes-Biscuits, SA (Galetes Trias); Associació d'Ocupació i Esplai de Catalunya La Torxa; Col·legi Oficial de Graduats Socials de Tarragona.

### 2013
En la categoria de seguretat i salut en el treball: Gates PT Spain, SA
En la categoria d'igualtat d'oportunitats en el treball i conciliació de la vida personal, laboral i familiar:Fundació Pare Manel
En la categoria de responsabilitat social empresarial: Federació de Cooperatives Agràries de Catalunya
En la categoria de foment de la creació d'empreses i de l'ocupació de qualitat: Plàstics Castellà

### 2014
En la categoria d'igualtat d'oportunitats en el treball i conciliació de la vida personal, laboral i familiar: Fundació Catalana Síndrome de Down
En la categoria de responsabilitat social empresarial: SEAT, SA
En la categoria de foment de la creació d'empreses i de l'ocupació de qualitat: CADÍ, Stat. Cooperativa Cat. Ltda.
En la categoria de foment de la creació d'empreses i de l'ocupació de qualitat: Planafil, SA

### 2015
En la categoria de Foment de la creació d'empreses d'ocupació de qualitat: Casa Riera Ordeix
En la categoria de Foment de la creació d'empreses d'ocupació de qualitat: Fundació Joia
En la categoria de Responsabilitat Social Empresarial: Fundació Institut Guttmann
En la categoria de Responsabilitat Social Empresarial: Laboratorios Hartmann SA
En la categoria de Responsabilitat Social Empresarial: Institut Industrial de Terrassa

### 2016
En la categoria de Foment de la creació d'empreses i de l'ocupació de qualitat: mOntanyanes. Estratègies creatives per a la dinamització local, SLL
En la categoria de Responsabilitat Social Empresarial: Destil·leries Bosch, SL
En la categoria de Responsabilitat Social Empresarial: Cellers Domenys i Secció de Crèdit, SCCL
En la categoria d'Igualtat d'Oportunitats i Conciliació de la vida personal, laboral i familiar: Cooperativa Promotora de mitjans audiovisuals "Drac Màgic"

### 2017
El 2017 no es concediren les Plaques al treball President Macià.

### 2018
En la categoria de Responsabilitat Social Empresarial: Xarxa LISMIVO
En la categoria de Foment de la creació d'empreses i d'ocupació de qualitat: Fundació Privada Tribunal Laboral de Catalunya
En la categoria d'Igualtat d'Oportunitats i conciliació de la vida personal, laboral i familiar: Secretaria de les dones i polítiques LGTBI de CCOO de Catalunya
En la categoria d'Igualtat d'Oportunitats i conciliació de la vida personal, laboral i familiar: BJ Adaptaciones
En la categoria d'Igualtat d'Oportunitats i conciliació de la vida personal, laboral i familiar: Fundació Volem Feina